# Élections législatives nauruanes de 1977
Des élections législatives se sont tenues à Nauru le 12 novembre 1977. Il s'agissait d'élections anticipées ; la durée normale d'une législature est de trois ans mais les élections précédentes avaient eu lieu en décembre 1976. La tenue d'élections anticipées fut provoquée par le refus de l'opposition parlementaire de soutenir la politique budgétaire du gouvernement du Président Bernard Dowiyogo. Le Président ordonna la dissolution du Parlement dans l'espoir que les élections lui apportent une majorité consolidée.
Le Parti de Nauru, du Président Dowiyogo, remporta neuf sièges sur dix-huit, tandis qu'un dixième siège était remporté par un candidat indépendant mais sympathisant du parti. Les huit autres sièges furent remportés par des députés officiellement sans étiquette mais affiliés au chef de l'opposition, Hammer DeRoburt. Le 15 novembre, lors de sa première session, le nouveau Parlement reconduisit Bernard Dowiyogo à la présidence de la république.
| Parti | Parti                                                            | Dirigeant                                   | Résultat  |
| ----- | ---------------------------------------------------------------- | ------------------------------------------- | --------- |
|       | Parti de Nauru                                                   | Bernard Dowiyogo Président de la République | 9 députés |
|       | Députés indépendants s'identifiant comme membres de l'opposition | Hammer DeRoburt Chef de l'opposition        | 8 députés |
|       | Député indépendant proche du Parti de Nauru                      | -                                           | 1 député  |